# Біссенгофен
Біссенгофен (нім. Biessenhofen) — громада в Німеччині, знаходиться в землі Баварія. Підпорядковується адміністративному округу Швабія. Входить до складу району Остальгой. Центр об'єднання громад Біссенгофен.
Площа — 27,02 км2. Населення становить 4169 ос. (станом на 31 грудня 2020).